# Championnats du monde de gymnastique artistique 1962
Navigation
Édition précédente Édition suivante
Les 15e championnats du monde de gymnastique artistique ont eu lieu à Prague.

## Résultats hommes

### Concours par équipes
| 1er | Japon Nobuyuki Aihara, Yukio Endō, Takashi Mitsukuri, Takashi Ono, Shuji Tsurumi, Haruhiro Yamashita          | 574.650 |
| 2e  | USSR Valeriy Kerdemelidi, Viktor Leontyev, Viktor Lisitsky, Boris Shakhlin, Pavel Stolbov, Yuri Titov         | 573.150 |
| 3e  | Tchécoslovaquie Pavel Gajdos, Karel Klecka, Přemysl Krbec, Vaclav Kubicka, Ladislav Pazdera, Jaroslav Stastny | 561.500 |

### Concours général individuel
| 1er | Yuri Titov (URS)     | 115.650 |
| 2e  | Yukio Endo (JPN)     | 115.500 |
| 3e  | Boris Shakhlin (URS) | 115.200 |

### Finales par engins

#### Sol
| 1er | Aihara Nobuyuki (JPN)   | 19.500 |
| 1er | Yukio Endo (JPN)        | 19.500 |
| 3e  | Franco Menichelli (ITA) | 19.450 |

#### Cheval d'arçon
| 1er | Miroslav Cerar (YUG)    | 19.750 |
| 2e  | Boris Shakhlin (URS)    | 19.375 |
| 3e  | Yu Lifeng (CHN)         | 19.300 |
| 3e  | Takashi Mitsukuri (JPN) | 19.300 |

#### Anneaux
| 1er | Yuri Titov (URS)     | 19.550 |
| 2e  | Yukio Endo (JPN)     | 19.425 |
| 2e  | Boris Shakhlin (URS) | 19.425 |

#### Saut
| 1er | Přemysl Krbec (TCH)      | 19.550 |
| 2e  | Haruhiro Yamashita (JPN) | 19.350 |
| 3e  | Yukio Endō (JPN)         | 19.225 |
| 3e  | Boris Shakhlin (URS)     | 19.225 |

#### Barres parallèles
| 1er | Miroslav Cerar (YUG) | 19.625 |
| 2e  | Boris Shakhlin (URS) | 19.600 |
| 3e  | Yukio Endo (JPN)     | 19.500 |

#### Barre fixe
| 1er | Takashi Ono (JPN)   | 19.675 |
| 2e  | Yukio Endo (JPN)    | 19.625 |
| 2e  | Pavel Stolbov (URS) | 19.625 |

## Résultats femmes

### Concours par équipe
| 1er | USSR            | Polina Astakhova          | 384.988 |
| 1er | USSR            | Lidia Ivanova             | 384.988 |
| 1er | USSR            | Larissa Latynina          | 384.988 |
| 1er | USSR            | Tamara Manina             | 384.988 |
| 1er | USSR            | Sofia Muratova            | 384.988 |
| 1er | USSR            | Irina Pervushina          | 384.988 |
| 2e  | Tchécoslovaquie | Eva Bosáková              | 382.590 |
| 2e  | Tchécoslovaquie | Věra Čáslavská            | 382.590 |
| 2e  | Tchécoslovaquie | Libuse Cmiralova          | 382.590 |
| 2e  | Tchécoslovaquie | Hana Růžičková            | 382.590 |
| 2e  | Tchécoslovaquie | Ludmilla Švédová          | 382.590 |
| 2e  | Tchécoslovaquie | Adolfina Tkačíková-Tačová | 382.590 |
| 3e  | Japon           | Ginko Abukawa             | 379.523 |
| 3e  | Japon           | Keiko Ikeda               | 379.523 |
| 3e  | Japon           | Taniko Nakamura           | 379.523 |
| 3e  | Japon           | Kiyoko Ono                | 379.523 |
| 3e  | Japon           | Toshiko Shirasu           | 379.523 |
| 3e  | Japon           | Hiroko Tsuji              | 379.523 |

### Concours général individuel
| 1er | Larissa Latynina (URS) | 78.030 |
| 2e  | Věra Čáslavská (TCH)   | 77.732 |
| 3e  | Irina Pervushina (URS) | 77.465 |

### Finales par engins

#### Saut
| 1er | Věra Čáslavská (TCH)   | 19.649 |
| 2e  | Larissa Latynina (URS) | 19.632 |
| 3e  | Tamara Manina (URS)    | 19.549 |

#### Barres asymétriques
| 1er | Irina Pervushina (URS) | 19.566 |
| 2e  | Eva Bosáková (TCH)     | 19.466 |
| 3e  | Larissa Latynina (URS) | 19.449 |

#### Poutre
| 1er | Eva Bosáková (TCH)     | 19.499 |
| 2e  | Larissa Latynina (URS) | 19.416 |
| 3e  | Aniko Ducza (HUN)      | 19.366 |
| 3e  | Keiko Ikeda (JPN)      | 19.366 |

#### Sol
| 1er | Larissa Latynina (URS) | 19.716 |
| 2e  | Irina Pervushina (URS) | 19.616 |
| 3e  | Věra Čáslavská (TCH)   | 19.550 |

## Tableau des médailles
| Rang | Nation                                                        | Or | Argent | Bronze | Total |
| ---- | ------------------------------------------------------------- | -- | ------ | ------ | ----- |
| 1    | USSR                                                          | 6  | 8      | 5      | 19    |
| 2    | Japon                                                         | 4  | 4      | 5      | 13    |
| 3    | Tchécoslovaquie                                               | 3  | 3      | 2      | 8     |
| 4    | Drapeau de la République fédérative socialiste de Yougoslavie | 2  | 0      | 0      | 2     |
| 5=   | People's Republic of China                                    | 0  | 0      | 1      | 1     |
| 5=   | Hongrie                                                       | 0  | 0      | 1      | 1     |
| 5=   | Italie                                                        | 0  | 0      | 1      | 1     |